# Blockbuster (üzletlánc)
A Blockbuster (amerikai kiejtés: [blɑːkbʌstɚ]) amerikai üzletlánc, amely a 2000-es évek elején Amerika legnagyobb videótékájának számított.
A céget David Cook alapította és hozta létre az első videótékával együtt 1985-ben. A Blockbuster eredetileg videókazettákat, illetve játékkazettákat adott el, de később már streamelni is lehetett a vásárlók által kívánt filmeket, illetve el lehetett küldeni a DVD-re felvett filmeket postai úton, levél formában is.
A videótékalánc 2004-ben érte el a csúcspontját, akkor 84 300-an dolgoztak valamilyen Blockbuster üzletben, és 9094 bolt volt nyitva világszerte.
2014-ben, miután a cég csődöt mondott, a Blockbustert a DISH Network vette meg.
2025-ben az utolsó, még működésben lévő Blockbuster-videótéka az amerikai Oregon államban, Bend városban található.